# IntelliSense
IntelliSense – forma automatycznego uzupełniania zawartego w Microsoft Visual Studio oraz Visual Studio Code. Jednocześnie służy jako dokumentacja i ujednoznacznienie dla nazw zmiennych, funkcji i metod.

## Opis
Korzystanie z IntelliSense jest wygodnym sposobem, aby uzyskać dostęp do opisów funkcji, częściowo także do listy ich parametrów. Ważną cechą mechanizmu jest zmniejszenie ilości znaków wpisywanych z klawiatury, co znacznie przyśpiesza tworzenie kodu.

## Historia
IntelliSense został po raz pierwszy wprowadzony jako dodatek do wydanego w 1996 Visual Basic 5.0 Control Creation Edition, gdzie był zasadniczo publicznie dostępnym prototypem dla Visual Basic 5.0. Pomimo początkowego testowania na zintegrowanym środowisku programistycznym Visual Basic, IntelliSense został szybko włączony do Visual FoxPro i Visual C++ w Visual Studio 97.